# Championnat de France N4 de kayak-polo
Le championnat de France N4 de kayak-polo est une compétition de kayak-polo regroupant des équipes masculines françaises et correspondant à la quatrième division.
La première saison de ce championnat s'est effectuée en 2008-2009 sous le nom de championnat de France IR (interrégion).

## Présentation
Le championnat se déroule généralement de mars à juillet, où les équipes disputent en moyenne 3 matchs durant le week-end. Leur fonctionnement est comme celui des autres sports, il y a des matchs aller et retour puis un classement est fait en fin de saison.

## Localisation des équipes
| Carte de France · Agen · Annecy · Auch · Auxerre · Avion · Bezons · Brocéliande · Caen · Cestas · Chambery · Condé-sur-Vire · Condom · Descartes · Gennevilliers · Gond-Pontouvre · Grenoble · Le Havre · Lisieux · Lœuilly · Montargis · Montpellier · Orsay · Pont-d'Ouilly · Ribemont · Saint Maur · Saint Nazaire · Saverdun · Strasbourg · Tourcoing · Trappes · Vern-sur-Seiche · Verneuil · Vertou · Willems |

Localisation des équipes du championnat de France N4 de kayak-polo 2009-2010